# Баккарин, Морена
Море́на Си́лва де Ваз Се́тта Баккари́н (порт. Morena Silva de Vaz Setta Baccarin; в английском читается как Мэре́йна Бэ́керин; род. 2 июня 1979 года) — бразильско-американская актриса. Наиболее известна по своим ролям в научно-фантастических телесериалах «Светлячок» в роли Инары, «Звёздные врата: SG-1» в роли Адрии, «V» в роли Анны, лидера Визитёров, а также в роли Ванессы в фильмах «Дэдпул», «Дэдпул 2» и «Дэдпул и Росомаха». В 2013 году она была номинирована на премию «Эмми» за лучшую женскую роль второго плана в драматическом телесериале «Родина».

## Биография
Морена родилась в Рио-де-Жанейро, но в семь лет переехала в США, в Нью-Йорк, район Гринвич-Виллидж. Её мать Вера Сетта (порт. Vera Setta) — бразильская актриса театра и телевизионных сериалов, а отец Фернандо Баккарин (порт. Fernando Baccarin) — координатор записи бразильских новостей. Морена училась в публичной школе № 41 и New York City Lab School for Collaborative Studies, где её одноклассниками были Клэр Дэйнс, Уэс Бентли и Гленн Хоуэртон. Позднее она занималась в Fiorello H. LaGuardia High School of Music & Art and Performing Arts, прежде чем стала заниматься театром в Juilliard School, где она была в составе Drama Division’s Group 29 (1996—2000). Переехала в Лос-Анджелес в начале 2000-х.
В 2001 году Морена получила премию «Лучшая актриса» на фестивале Wine Country Film Festival за роль Ребекки в «Way Off Broadway». Дважды номинировалась на премию «Сатурн» за роль в сериале «V». Она снялась в качестве приглашенной звезды в седьмом эпизоде второго сезона сериала «Как я встретил вашу маму» в роли Хлои, который вышел в эфир 6 ноября 2006 года. В 2006 году она также снялась в трех эпизодах телесериала «Одинокие сердца».
В мае 2009 году Баккарин дебютировала во внебродвейском театре «Playwrights Horizons» в Нью-Йорке в сатире «Наш дом» Терезы Ребек. В 2009-2011 годах она исполнила главную роль Анны, лидера инопланетных визитеров, в сериале «V» на телеканале ABC. В том же месяце Баккарин присоединилась к актёрскому составу драматического сериала «Родина (англ. Homeland), который транслировался на телеканале Showtime, и получила высокую оценку за роль жены бывшего военнопленного.18 июля 2013 года за эту роль она была номинирована на премию «Эмми» за лучшую женскую роль второго плана в драматическом телесериале.

## Личная жизнь
С 26 ноября 2011 года Морена была замужем за режиссёром и сценаристом Остином Чиком, который подал на развод с ней в июне 2015 года. У бывших супругов есть сын — Джулиус Чик (род.22.10.2013). 17 марта 2016 года пара официально развелась.
Со 2 июня 2017 года Морена замужем во второй раз за актёром Беном Маккензи, с которым она встречалась 2 года до их свадьбы. У супругов двое детей — дочь Фрэнсис Лайз Сетта Шенккан (род. 02.03.2016) и сын Артур Шенккан (род. март 2021).

## Фильмография
| Год       |     | Русское название              | Оригинальное название          | Роль                  |
| --------- | --- | ----------------------------- | ------------------------------ | --------------------- |
| 2001      | ф   | Парфюм                        | Perfume                        | Моника                |
| 2001      | ф   | —                             | Way Off Broadway               | Ребекка               |
| 2002      | ф   | Любимец женщин                | Roger Dodger                   | Девочка в баре        |
| 2002—2003 | с   | Светлячок                     | Firefly                        | Инара Серра           |
| 2003—2004 | с   | Спокойная жизнь               | Still Life                     | ЛерМэгги Джонс        |
| 2005—2006 | с   | Лига справедливости           | Justice League Unlimited       | Чёрная канарейка      |
| 2005      | ф   | Миссия «Серенити»             | Serenity                       | Инара Серра           |
| 2006      | с   | Секреты на кухне              | Kitchen Confidential           | Джиа                  |
| 2006      | с   | Как я встретил вашу маму      | How I Met Your Mother          | Хлоя                  |
| 2006      | с   | Одинокие сердца               | The O.C.                       | Майя Гриффин          |
| 2006      | с   | Правосудие                    | Justice                        | Лиза Крус             |
| 2007      | с   | —                             | Heartland                      | Джессика Кивейлэ      |
| 2007      | с   | Пески забвения                | Sands of Oblivion              | Элис Картер           |
| 2007      | с   | Лас-Вегас                     | Las Vegas                      | Сара Самэйри          |
| 2006—2007 | с   | Звёздные врата: SG-1          | Stargate SG-1                  | Адрия                 |
| 2008      | в   | Звёздные врата: Ковчег правды | Stargate: The Ark of Truth     | Адрия                 |
| 2008      | с   | Желтая пресса                 | Dirt                           | Клэр Лилэнд           |
| 2008      | с   | 4исла                         | Numb3rs                        | Линн Поттер           |
| 2008      | ф   | Смерть в любви                | Death in Love                  | Броди                 |
| 2009      | с   | Медиум                        | Medium                         | Брук Хойт             |
| 2009      | ф   | Мальчик в коробке             | Stolen                         | Роуз Монтгомери       |
| 2009—2011 | с   | V (Визитёры)                  | V                              | Анна                  |
| 2010      | с   | —                             | The Deep End                   | Бэт Банкрофт          |
| 2011—2014 | с   | Менталист                     | The Mentalist                  | Эрика Флинн           |
| 2011      | с   | —                             | Look Again                     | Эллисон               |
| 2011—2013 | с   | Родина                        | Homeland                       | Джессика Броди        |
| 2011      | с   | Бэтмен: Отважный и смелый     | Batman: The Brave and the Bold | Чита (голос)          |
| 2012      | с   | Хорошая жена                  | The Good Wife                  | Изабель Свифт         |
| 2014      | ф   | Старые денёчки                | Back in the Day                | Лори Миллер           |
| 2014      | мф  | Сын Бэтмена                   | Son of Batman                  | Талия аль Гул         |
| 2014—2023 | с   | Флэш                          | The Flash                      | Гидеон                |
| 2014      | с   | Красный шатёр                 | The Red Tent                   | Рахиль                |
| 2014      | тф  | —                             | Warriors                       | Тори                  |
| 2014—2019 | с   | Готэм                         | Gotham                         | доктор Лесли Томпкинс |
| 2015      | ф   | Шпион                         | Spy                            | Карен Уокер           |
| 2016      | мф  | Бэтмен: Дурная кровь          | Batman: Bad Blood              | Талия аль Гул         |
| 2016      | ф   | Дэдпул                        | Deadpool                       | Ванесса Карлайл       |
| 2017      | мф  |                               | Malevolent                     | Мастер игры           |
| 2018      | ф   | Дэдпул 2                      | Deadpool 2                     | Ванесса Карлайл       |
| 2019      | с   | Лемони Сникет: 33 несчастья   | A Series of Unfortunate Events | Беатрис Бодлер        |
| 2019      | док | Открывая Джона Делореана      | Framing John DeLorean          | Кристина Ферраре      |
| 2020      | с   | Сумеречная зона               | The Twilight Zone              | Мишель Уивер          |
| 2020      | ф   | Гренландия                    | Greenland                      | Элисон Гаррити        |
| 2022      | ф   | Вальдо                        | Last Looks                     | Лорена Насименту      |
| 2022      | с   | Конец игры                    | The Endgame                    | Елена Федорова        |
| 2023      | ф   | Чарли-Пуля                    | Fast Charlie                   | Марси Крамер          |
| 2024      | ф   | Дэдпул и Росомаха             | Deadpool 3                     | Ванесса               |
| 2024      | ф   | Хищные земли                  | Elevation                      | Нина                  |
|           | ф   | Тропико                       | Tropico                        | Люсия / Оливия        |